# Zawichost (gemeente)
De gemeente Zawichost is een stad- en landgemeente in het Poolse woiwodschap Święty Krzyż, in powiat Sandomierski.
De zetel van de gemeente is in Zawichost.
Op 30 juni 2004 telde de gemeente 4783 inwoners.

## Oppervlakte gegevens
In 2002 bedroeg de totale oppervlakte van gemeente Zawichost 80,19 km², waarvan:
- agrarisch gebied: 77%
- bossen: 13%

De gemeente beslaat 11,86% van de totale oppervlakte van de powiat.

## Demografie
Stand op 30 juni 2004:
| Omschrijving                   | Totaal | Totaal | Vrouwen | Vrouwen | Mannen | Mannen |
| ------------------------------ | ------ | ------ | ------- | ------- | ------ | ------ |
| eenheid                        | aantal | %      | aantal  | %       | aantal | %      |
| inwoners                       | 4783   | 100    | 2397    | 50,1    | 2386   | 49,9   |
| bevolkingsdichtheid (inw./km²) | 59,6   | 59,6   | 29,9    | 29,9    | 29,8   | 29,8   |

In 2002 bedroeg het gemiddelde inkomen per inwoner 1286,86 zł.

## Aangrenzende gemeenten
Annopol, Dwikozy, Ożarów, Radomyśl nad Sanem